# Йохан Фридрих Фридолин фон Кагенек
Йохан Фридрих Фридолин фон Кагенек (на немски: Johann Friedrich Friedolin Graf von Kageneck; * 14 февруари 1707 във Валдсхут; † 2 април 1783 във Фрайбург в Брайзгау) от стария рицарски род Кагенек е от 1771 г. имперски граф на Кагенек, господар на Мунцинген (част от Фрайбург), императорски кемерер.
Той е син на фрайхер Георг Райнхард фон Кагенек (1666 – 1714) и съпругата му Мария Йозефа фон Улм ( 1680 – 1730), дъщеря на фрайхер Йохан Франц Албрехт Антон фон Улм (1651 – 1721) и Мария Роза Франциска Сибила фон Райнах († 1718). Внук е на фрайхер Ханс/Йохан Фридрих фон Кагенек (1633 – 1705) и Мария Сузана Магдалена фон Андлау (1641 – 1712).
Йохан Фридрих Фридолин фон Кагенек, заедно с фамилията му, е издигнат от император Йозеф II на имперски граф на 8 януари 1771 г. във Виена. Той наследява от братовчед си Йозеф Антон фон Кагенек (1701 – 1747) правата над Мунцинген, Мердинген, Умкирх и други.
От 4 до 6 май 1770 г. му гостува Мария-Антоанета фон Хабсбург-Лотарингия, когато пътува за женитбата си в Париж с крал Луи XVI. Той я настанява в своя градски палат Кагенек във Фрайбург.
Той умира на 76 години на 2 април 1783 г. във Фрайбург в Брайзгау.
Един портрет на Йохан Фридрих Фридолин фон Кагенек и съпругата му Мария Анна виси в дворец Мунцинген. Мария Анна е в костюм на тиролските селяни. Техният гробен камък се намира в католическата църква „Св. Стефан“ в Мунцинген. Двамата създават линията Мунцинген, която съществува и днес. Той е дядо на княз Клеменс фон Метерних (1773 – 1859), канцлер на Австрия.

## Фамилия
Йохан Фридрих Фридолин фон Кагенек се жени на 26 октомври 1734 г. за фрайин Мария Анна Франциска Елеонора фон Андлау (* 23 февруари 1717 в Арлесхайм; † 13 декември 1780, Фрайбург, погребана в Мунцинген), дъщеря на фрайхер Йохан Георг Баптист фон Андлау (1682 – 1746) и Анна Мария Катарина фон Волхаузен (1692 – 1746). Те имат децата:
- Хайнрих Херман Евзебиус Йохан Непомук Фиделис фон Кагенек (* 7 май 1738, Фрайбург; † 1ноември 1790, Фрайбург), женен на 11 февруари 1772 г. в Манхайм за Мария Франциска Щурмфедер фон и цу Опенвайлер, нар. Лех фон Дирмщайн (* ок. 1752; † 14 март 1827, Манхайм); имат син
- Мария Анна София фон Кагенек (* 28 октомври 1742; † 1789)
- Мария Антония фон Кагенек (* 2 май 1748)
- Мария Беатрикс Алойзия фон Кагенек (* 8 декември 1755, Фрайбург; † 23 ноември 1828, Виена), омъжена на 9 януари 1771 г. във Фрайбург за 1. княз Франц Георг Карл фон Метерних (* 9 март 1746, Кобленц; † 11 август 1818, Виена); родители на по-късния княз Клеменс фон Метерних